# Kandrše, Zagorje ob Savi
Kandrše este o localitate din comuna Zagorje ob Savi, Slovenia, cu o populație de 169 de locuitori.